# Molch

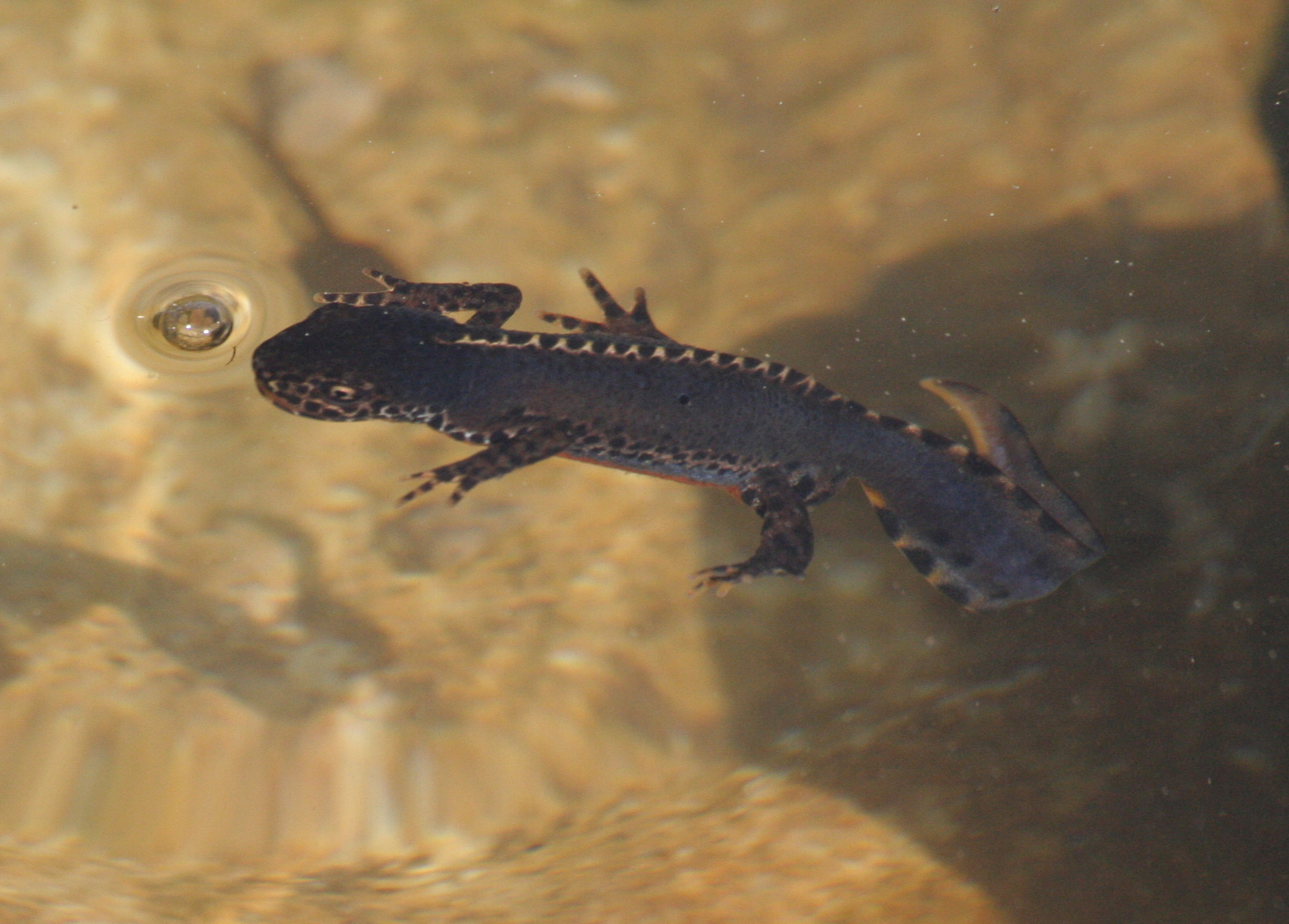
Bergmolch (Ichthyosaura alpestris): ein Männchen kurz nach dem Luftholen an der Wasseroberfläche

Als Molche werden verschiedene, nicht unbedingt näher verwandte Amphibienarten aus unterschiedlichen Familien der Ordnung Schwanzlurche (Caudata oder Urodela) bezeichnet. Sie ähneln sich dadurch, dass sie als erwachsene Tiere zumindest phasenweise – zur Fortpflanzung – im Wasser leben und dazu Flossensäume an den Schwanzober- und -unterseiten entwickeln.

## Wortherkunft
Das Wort Molch geht auf das althochdeutsche mol, mol(l)o zurück, was ursprünglich Schwanzlurche im Allgemeinen bezeichnete. Die unetymologische Variante mit auslautendem -ch lässt sich seit dem 15. Jahrhundert bezeugen.
Heute werden nur solche Schwanzlurche, die in ihrem (Teil-)Lebensraum Gewässer über einen Flossensaum verfügen, als Molche bezeichnet. Andere mit eher terrestrischer Lebensweise werden dagegen oft Salamander genannt. Manche Arten mit Salamander im Namen können allerdings anderen Molchen systematisch näher stehen als anderen Salamandern. Viele Molche verbringen einen Teil des Jahres auch an Land; ihre Schwänze sind in dieser Zeit nicht mehr seitlich abgeflacht, sondern rundlich.

## Im deutschsprachigen Mitteleuropa vorkommende Molcharten
(A = Vorkommen in Österreich, CH = Vorkommen in der Schweiz, D = Vorkommen in Deutschland, B = Vorkommen in Belgien)
- Bergmolch (A, CH, D)
- Kammmolch (A, CH, D)
- Alpen-Kammmolch (A, CH, D)
- Donau-Kammmolch (A)
- Fadenmolch (CH, D, B)
- Teichmolch (A, CH, D)

## Besonderheiten
Molche besitzen die Fähigkeit, Gliedmaßen und Organe nach Verletzungen oder Verlust zu regenerieren. Forscher des Max-Planck-Instituts untersuchten diese Fähigkeit beim Grünlichen Wassermolch.
Außerdem kommt bei Molchen gelegentlich eine sogenannte Neotenie vor, bei der Individuen bereits in einem späten Larvenstadium die Geschlechtsreife erreichen. Das bekannteste Beispiel ist der Axolotl (Ambystoma mexicanum).